# Нара, Куруми
Куруми Нара (яп. 奈良 くるみ Нара Куруми, родилась 30 декабря 1991 года в Осаке, Япония) — японская профессиональная теннисистка; победительница одного турнира WTA в одиночном разряде; бывшая пятая ракетка мира в юниорском рейтинге; финалистка одного юниорского турнира Большого шлема в парном разряде (Уимблдон-2007).

## Общая информация
Куруми — одна из двух детей Сюнго и Сатоки Нары, её брата зовут Цубаса.
Японка в теннисе с четырёх лет, любимое покрытие — хард, сильное место в игре — скорость передвижения по корту.

## Спортивная карьера
На юниорском уровне Нара смогла однажды выйти в финал турнира серии Большого шлема в парном разряде среди девушек — в 2007 году на Уимблдонском турнире в дуэте с Мисаки Дои. В мае 2008 года она выиграла первый парный титул на турнирах из цикла ITF, победив на 50-тысячнике в Гифу в альянсе с Кимико Датэ-Крумм. В октябре того же года она выиграла 25-тычник ITF — первый в одиночном разряде.
В октябре 2009 года Нара дебютирует в основных соревнованиях WTA-туре, сыграв на турнире в Осаке. В июне 2010 года через квалификационный отбор она попадает на первый для себя взрослый Большой шлем — Открытый чемпионат Франции. В июле она выиграла 50-тысячник ITF в США. В июле 2011 года Куруми впервые сыграла за сборной Японии в розыгрыше Кубка Федерации. В ноябре того же года она победила ещё на одном 50-тысячнике ITF в США.
Следующий одиночный титул ITF она завоевала в июле 2013 года, также на 50-тысячнике в США. В сентябре через квалификацию она смогла попасть на Открытый чемпионат США, где впервые в карьере добралась до стадии третьего раунда. В октябре Нара смогла выйти в полуфинал турнира WTA в Осаке. В том сезоне японка впервые поднялась в Топ-100 женского рейтинга.
На Открытом чемпионате Австралии 2014 года Куруми смогла выйти в третий раунд. В феврале на турнире в Рио-де-Жанейро 22-летняя японская теннисистка завоевала свой первый титул WTA. В финале ей противостояла чешка Клара Закопалова и Нара смогла одержать победу со счётом 6-1, 4-6, 6-1. В августе она попала в финал турнира в Вашингтоне, где на этот раз проиграла. Куруми не смогла одолеть россиянку Светлану Кузнецову (3-6, 6-4, 4-6). В Вашингтоне она ещё сыграла в парном финале в команде с Хироко Кувата, но также проиграла. К середине августа Нара поднялась на 32-е место мирового рейтинга.
В январе 2015 года Нара вышла в полуфинал турнира в Хобарте. В сентябре 2015 года она сыграла в парном финале турнира в Токио, попав туда в команде с Мисаки Дои.
В 2017 году на Открытом чемпионате США Нара в матче второго раунда впервые обыграла теннисистку из Топ-10. Ею оказалась Светлана Кузнецова (№ 8 в мире на тот момент).
Осенью 2022 года было объявлено, что спортсменка завершает карьеру после турнира Toray Pan Pacific Open у себя на родине, с квалификации которого в 2008 году начала выступления в туре WTA.

## Рейтинг на конец года
| Год  | Одиночный рейтинг | Парный рейтинг |
| 2017 | 101               | 433            |
| 2016 | 77                | 353            |
| 2015 | 81                | 133            |
| 2014 | 44                | 251            |
| 2013 | 81                | 476            |
| 2012 | 148               | 643            |
| 2011 | 140               | 494            |
| 2010 | 130               | 1 030          |
| 2009 | 181               | 247            |
| 2008 | 417               | 428            |

## Выступления на турнирах

### Финалы турнировWTAв одиночном разряде (2)

#### Победы (1)
| Легенда:                    |
| --------------------------- |
| Турниры Большого Шлема (0)  |
| Олимпиада (0)               |
| Итоговый чемпионат года (0) |
| Premier Mandatory (0)       |
| Premier 5 (0)               |
| Premier (0)                 |
| International (1)           |

| Титулы по покрытиям | Титулы по месту проведения матчей турнира |
| ------------------- | ----------------------------------------- |
| Хард (0)            | Зал (0)                                   |
| Грунт (1)           | Зал (0)                                   |
| Трава (0)           | Открытый воздух (1)                       |
| Ковёр (0)           | Открытый воздух (1)                       |

| №  | Дата            | Турнир                   | Покрытие | Соперница в финале | Счёт        |
| 1. | 23 февраля 2014 | Рио-де-Жанейро, Бразилия | Грунт    | Клара Закопалова   | 6-1 4-6 6-1 |

#### Поражения (1)
| №  | Дата           | Турнир         | Покрытие | Соперница в финале | Счёт        |
| 1. | 3 августа 2014 | Вашингтон, США | Хард     | Светлана Кузнецова | 3-6 6-4 4-6 |

### Финалы турнировITFв одиночном разряде (11)

#### Победы (5)
| Легенда:                   |
| -------------------------- |
| 100.000 USD (0)            |
| 80.000 (75.000*) USD (0)   |
| 60.000 (50.000*) USD (3+1) |
| 25.000 USD (2+2)           |
| 15.000 (10.000*) USD (0)   |

* призовой фонд до 2017 года
| Титулы по покрытиям | Титулы по месту проведения матчей турнира |
| ------------------- | ----------------------------------------- |
| Хард (3)            | Зал (0)                                   |
| Грунт (0)           | Зал (0)                                   |
| Трава (0)           | Открытый воздух (5+3)                     |
| Ковёр (2+3)         | Открытый воздух (5+3)                     |

| №  | Дата            | Турнир           | Покрытие | Соперник в финале  | Счёт           |
| 1. | 26 октября 2008 | Хамамацу, Япония | Ковёр    | Тинами Оги         | 6-2 6-3        |
| 2. | 2 августа 2009  | Обихиро, Япония  | Ковёр    | Дзюнри Намигата    | 7-6(7) 4-6 6-4 |
| 3. | 25 июля 2010    | Лексингтон, США  | Хард     | Стефани Дюбуа      | 6-4 6-4        |
| 4. | 6 ноября 2011   | Грейпвайн, США   | Хард     | Сесиль Каратанчева | 1-6 6-0 6-3    |
| 5. | 21 июля 2013    | Портленд, США    | Хард     | Алисон Риск        | 3-6 6-3 6-3    |

#### Поражения (6)
| №  | Дата            | Турнир              | Покрытие | Соперник в финале    | Счёт           |
| 1. | 7 июня 2009     | Коморо, Япония      | Грунт    | Юрика Сэма           | 3-6 6-1 4-6    |
| 2. | 6 сентября 2009 | Цукуба, Япония      | Хард     | Сучанун Виратпрасерт | 3-6 4-6        |
| 3. | 21 февраля 2010 | Сюрпрайз, США       | Хард     | Абигейл Спирс        | 1-6 2-6        |
| 4. | 11 июля 2010    | Грейпвайн, США      | Хард     | Джейми Хэмптон       | 3-6 4-6        |
| 5. | 7 августа 2011  | Пекин, Китай        | Хард     | Се Шувэй             | 2-6 2-6        |
| 6. | 25 февраля 2018 | Ранчо-Санта-Фе, США | Хард     | Эйжа Мухаммад        | 4-6 6-2 6-7(3) |

### Финалы турнировWTAв парном разряде (2)

#### Поражения (2)
| №  | Дата             | Турнир         | Покрытие | Партнёрша     | Соперницы в финале            | Счёт    |
| 1. | 3 августа 2014   | Вашингтон, США | Хард     | Хироко Кувата | Сюко Аояма Габриэла Дабровски | 1-6 2-6 |
| 2. | 20 сентября 2015 | Токио, Япония  | Хард     | Мисаки Дои    | Чжань Хаоцин Чжань Юнжань     | 1-6 2-6 |

### Финалы турнировITFв парном разряде (7)

#### Победы (3)
| №  | Дата             | Турнир             | Покрытие | Партнёр           | Соперницы в финале               | Счёт              |
| 1. | 4 мая 2008       | Гифу, Япония       | Ковёр    | Кимико Датэ-Крумм | Мелани Саут Николь Тейссен       | 6-1 6-7(8) [10-7] |
| 2. | 20 июля 2008     | Миядзаки, Япония   | Ковёр    | Мисаки Дои        | Кимико Датэ-Крумм Томоко Ёнэмура | 4-6 6-3 [10-7]    |
| 3. | 26 сентября 2009 | Макинохара, Япония | Ковёр    | Эрика Сэма        | Мари Танака Томоко Ёнэмура       | 6-0 6-0           |

#### Поражения (4)
| №  | Дата           | Турнир              | Покрытие | Партнёр        | Соперницы в финале          | Счёт           |
| 1. | 3 мая 2009     | Гифу, Япония        | Ковёр    | Мисаки Дои     | Софи Фергюсон Айко Накамура | 2-6 1-6        |
| 2. | 2 августа 2009 | Обихиро, Япония     | Ковёр    | Рика Фудзивара | Нацуми Хамамура Аюми Ока    | 6-3 1-6 [5-10] |
| 3. | 19 мая 2013    | Сен-Годенс, Франция | Грунт    | Стефани Дюбуа  | Юлия Глушко Паула Ормаэчеа  | 5-7 6-7(11)    |
| 4. | 21 ноября 2015 | Токио, Япония       | Хард     | Эри Ходзуми    | Сюко Аояма Макото Ниномия   | 6-3 2-6 [7-10] |